# غريغوريو باتشيكو
غريغوريو باتشيكو (بالإسبانية: Gregorio Pacheco)‏ هو شخصية أعمال وسياسي بوليفي، ولد في 4 يوليو 1823 في بوليفيا، وتوفي في 20 أغسطس 1899 في بوتوسي في بوليفيا. حزبياً، نشط في Conservative Party (Bolivia) ‏. وقد انتخب قائمة رؤساء بوليفيا.